# Lillian Watson
Lillian Mary Watson (ur. 17 września 1857 w Harrow, zm. 27 maja 1918 w Berkswell) – brytyjska tenisistka.

## Życiorys
Była córką duchownego. W 1884, kiedy kobiety po raz pierwszy rywalizowały w turnieju wimbledońskim, Lillian Watson doszła do finału. Decydujący o tytule mecz przegrała z młodszą siostrą Maud 8:6, 3:6, 3:6. W tym samym roku doszła do ćwierćfinału mistrzostw Irlandii (i wygrała z Maud grę podwójną), a w retrospektywnym rankingu Karoly’ego Mazaka za 1884 została sklasyfikowana jako ósma rakieta świata (przy założeniu, że ówczesny tenisowy świat, szczególnie w rozgrywkach kobiet, ograniczał się do Wysp Brytyjskich).
W 1885 odpadła w pierwszej rundzie Wimbledonu, w 1886 przegrała w półfinale z Blanche Bingley 3:6, 6:8 (startowało jedynie osiem tenisistek).